# Firmiano Antônio de Araújo
Firmiano Antônio de Araújo (Rio Grande do Sul, 1817 — Porto Alegre, 4 de julho de 1907) foi um farmacêutico, político e intelectual brasileiro.
Deixou uma marca relevante na Sociedade Partenon Literário de Porto Alegre, sendo presidente em 1873 e 1875, colaborador da sua Revista Mensal, membro da Comissão de Obras da sede oficial, e idealizador do museu da entidade, o primeiro museu do Rio Grande, que teve um acervo de mais de 4 mil itens divididos nas seções de Mineralogia, Arqueologia, Numismática, Botânica e Zoologia.
Foi o primeiro farmacêutico diplomado da Província do Rio Grande do Sul, desempenhou intensa atividade durante as epidemias de cólera de 1855 e 1865, e serviu como farmacêutico da Junta de Higiene da Província. Foi um dos mais antigos adeptos da homeopatia na província.
Também foi sócio fundador e conselheiro fiscal da Companhia Hidráulica Guaibense, inspetor do 3º Distrito de Porto Alegre, membro da Comissão do Contencioso, juiz de paz e presidente da Junta Revisora da paróquia da Madre de Deus, ativista do abolicionismo, dirigente do Partido Liberal, conselheiro municipal e deputado da Assembleia Provincial.
Dos serviços que prestou falou Aquiles Porto Alegre em 1919: "Recordá-los neste momento é pagar uma dívida de honra, que a ingratidão popular facilmente olvidou, não se lembrando de colocar o seu nome no cunhal de uma rua, em retribuição dos benefícios que ele prestou desinteressadamente, quando outros gozam dessa alta distinção sem que se saiba por que cargas d'água". Dante Pianta recuperou sua memória em 1963 dizendo que havia prestado "serviços inesquecíveis" à população da capital e da província nas várias atividades que exerceu, vivendo "uma longa e intensa vida, toda dedicada aos elevados ideais, à Pátria e à coletividade". Em 1968 seu nome foi inscrito em um monumento ordenado pela Câmara Municipal de Porto Alegre e instalado na Praça da Matriz, onde constaram os principais membros do Partenon Literário.